# John Franklin-Myers
John Franklin-Myers (Los Angeles, 26 settembre 1996) è un giocatore di football americano statunitense che milita nel ruolo di defensive end per i Denver Broncos della National Football League (NFL).

## Carriera

### Los Angeles Rams
Franklin-Myers fu scelto nel corso del quarto giro (135º assoluto) del Draft NFL 2018 dai Los Angeles Rams. Debuttò come professionista subentrando nella gara del primo turno vinta contro gli Oakland Raiders mettendo a segno 2 placcaggi. Nella settimana 4, contro i Minnesota Vikings, mise a segno il suo primo sack. La sua prima stagione regolare si chiuse con 10 tackle e 2 sack disputando tutte le 16 partite, nessuna delle quali come titolare. Nei playoff, i Rams batterono i Cowboys e i Saints, qualificandosi per il loro primo Super Bowl dal 2001.

### New York Jets
Nel 2019 Franklin-Myers passò ai New York Jets.

### Denver Broncos
Il 27 aprile 2024 durante il draft, Franklin-Myers fu scambiato con i Denver Broncos per una scelta del sesto giro del 2026.

## Palmarès

### Franchigia
- National Football Conference Championship: 1

Los Angeles Rams: 2018